# Colubotelson searlei
Colubotelson searlei är en kräftdjursart som beskrevs av Nicholls 1944. Colubotelson searlei ingår i släktet Colubotelson och familjen Phreatoicidae. Inga underarter finns listade i Catalogue of Life.